# Okány
Okány es un pueblo ubicado en el distrito de Sarkad, en el condado de Békés, Hungría.

## Superficie
Posee una superficie de 70,62 kilómetros cuadrados.

## Demografía
Hasta 2019 la población era de 2377 habitantes, con una densidad de población de 33,66 habitantes por kilómetro cuadrado.